# ホームセンターサンコー
株式会社ホームセンターサンコー（英: Homecenter Sanko Company, Limited）は、かつて熊本県・福岡県にホームセンターなどを展開していた企業。本社は熊本県熊本市東区に置いていた。
2021年（令和3年）3月1日に親会社のDCMダイキへ吸収合併され、事業は同日DCMダイキを吸収合併したDCM株式会社へ承継された。

## 概要
元々は九州産交グループの一員だったが、イエローハットに全株式を譲渡した。しかし、2008年（平成20年）3月、同社は「市場が異なり相乗効果が少ない」との理由でホームセンター大手のダイキ（のちのDCMダイキ）へ株式譲渡を発表、同社の傘下となった。
1979年の創業から長きに渡り「ホームセンターサンコー」の店舗名において運営されてきたが、2013年に親会社と同名である「ホームセンターダイキ」（のちに「DCMダイキ」）に店舗名が変更されている。ただし、店舗名は変更されたものの、この時点では会社としてのホームセンターサンコーは存続され、引き続き従来からの全店舗を運営していた。また店舗名変更後も、サンコー時代から放映されているテレビCMは、店舗名を差し替えて引き続き放映された他、同様にテレビCMや店内で流れるCMソングも店舗名を差し替えて引き続き使用された。のちにDCMダイキ本社のCMソングに統一された。
ちなみに、香川県にかつて存在したホームセンター「パルサンコー」（運営会社は、香川県高松市に本社を置く金属加工業のサンコー株式会社）との関連は一切ない。なお、同社も2004年（平成16年）、ダイキにホームセンター事業を売却している。
2021年3月1日、親会社のDCMダイキに吸収合併され解散となった。ただし同日にDCMダイキがDCM株式会社（同日付でDCM分割準備株式会社から商号変更）へ吸収合併されているため、当社の事業の実際の承継先はDCM株式会社となっている。

## 沿革
- 1979年（昭和54年）10月6日 - 九州産交の一部門であるホームセンター部門を設置。同年1号店オープン。
- 1986年（昭和61年）6月3日 - 九州産交から独立。株式会社ホームセンターサンコー設立。
- 2000年（平成12年） - 九州産交が保有していたサンコーの全株式をイエローハットに譲渡。
- 2003年（平成15年） - 日進クリエート（ホームセンターメイトを運営）と業務提携。
- 2008年（平成20年）6月2日 - サンコーの発行済み株式82.5%を取得していたイエローハットはホームセンターのダイキ株式会社へ株式譲渡。ダイキ株式会社の子会社として、DJグループ（現・DCMグループ）の一員となる。
- 2012年（平成24年）12月 - ダイキがサンコーを完全子会社化。
- 2013年（平成25年）6月26日 - 店舗名の変更を発表。7月1日より順次看板の付け替え工事を行い、「ホームセンターダイキ」「ダイキペット＆グリーン」等となる。
- 2021年（令和3年）3月1日 - DCMダイキ株式会社に吸収合併され解散。

## 店舗

### 展開している店舗
- ホームセンターダイキ（旧・ホームセンターサンコー） 13店舗（熊本県11店舗・福岡県2店舗）
- ダイキペット&グリーン（旧・サンコーペット&グリーン） 4店舗　※1
- ダイキリフォーム（旧・サンコーリフォーム/サンコーホームイング） 4店舗　※2
- ダイキ自転車館（旧・サンコー自転車館） 3店舗　※3
- ダイキ産直市（旧・サンコー産直市）　※4

#### 熊本県
- 熊本市 - 本山店 ※1 ※2 ※3 ※4（中央区）、東町店 ※1 ※2 ※4、東バイパス店 ※1 ※2 ※3（東区）、北部店 ※3（北区）
- 八代市 - 鏡店
- 荒尾市 - 荒尾店（あらおシティモール内） ※2 - 合併後のDCMでは最西端の店舗となった。
- 玉名市 - 天水店
- 球磨郡錦町 - サンロードシティ店 ※1 - 合併後のDCMでは最南端の店舗となった。
- 球磨郡湯前町 - 湯前店（DCM株式会社への合併後の2022年5月8日に閉店[5]）
- 球磨郡あさぎり町 - 免田店（サンロード免田店内）

#### 福岡県
- 久留米市 - 上津店

### DCM株式会社への合併前に閉店した店舗

#### 佐賀県
- 唐津市 - 唐津店（2008年2月に閉店）現在はホームセンターユートク唐津店となっている（同年3月開店）。

#### 熊本県
- 熊本市 - ペット&グリーン東バイパス店（別館店、2015年4月23日に閉店→ダイキ店内に統合）現在はスーパーマーケットみやはら 東バイパス店となっている。
- 宇土市 - 宇土店（宇土シティモール内、2015年9月30日に閉店）その後一時期空き店舗となっており、熊本地震で被災したグランメッセ熊本の代替として大型イベント（トミカ博等）が開催されたりしていたが、2019年1月現在はペットショップ（COO&RIKU宇土シティモール店）とベスト電器宇土シティモール店、セカンドストリート宇土シティモール店になっている。
- 天草市 - 本渡店（2016年12月末日を以って閉店）　現在も空き店舗のまま

#### 福岡県
- 糟屋郡志免町 - 福岡東店 ※1（2016年2月29日に閉店） 現在はTSUTAYA BOOK GARAGE福岡志免。
- 筑紫野市 - 筑紫野店（ゆめタウン筑紫野新館、2018年7月31日閉店） 跡地には2018年12月5日にコーナンが開店。

## テレビ・ラジオ提供番組
- TKUみんなのニュース（テレビ熊本、水曜・木曜・金曜の18時台）